# لي لاوسون
لي لاوسون (بالإنجليزية: Leigh Lawson)‏ هو ممثل بريطاني، ولد في 21 يوليو 1945 في المملكة المتحدة.

## أعمال

### أفلام
- (1972) الأخ شمس، الأخت قمر
- (1979) تس

## وصلات خارجية
- لي لاوسون على موقع IMDb (الإنجليزية)
- لي لاوسون على موقع أول موفي (الإنجليزية)
- لي لاوسون على موقع قاعدة بيانات برودواي على الإنترنت (الإنجليزية)
- لي لاوسون على موقع إن إن دي بي (الإنجليزية)
- لي لاوسون على موقع قاعدة بيانات الفيلم (الإنجليزية)